# Dénomination d'une personne en japonais
 (janvier 2019).
Si vous disposez d'ouvrages ou d'articles de référence ou si vous connaissez des sites web de qualité traitant du thème abordé ici, merci de compléter l'article en donnant les références utiles à sa vérifiabilité et en les liant à la section « Notes et références ».
La dénomination d'une personne en japonais dépend de son rang et du rang de la personne souhaitant s'adresser à elle (uchi-soto). Dans la majorité des cas, une personne est appelée par son nom auquel sera attaché un suffixe.
Pour une personne très proche, on pourra utiliser son prénom, avec ou sans suffixe.
Pour un membre de sa famille, sa position est généralement utilisée (frère, mère, etc.). L'appellation peut être différente suivant s'il s'agit de sa famille, de la famille de l'interlocuteur ou d'une famille tierce.

## Suffixes
Les suffixes courants sont les suivants :
| Rōmaji | Kana   | Kanji | Utilisation |
| ------ | ------ | ----- | --- |
| sama   | さま   | 様    | Niveau de politesse utilisé quand on s'adresse à quelqu'un d'une classe sociale supérieure                                                          |
| san    | さん   |       | Niveau de politesse standard |
| kun    | くん   | 君    | Très souvent pour les jeunes garçons ou les amis masculins. Également utilisé par les supérieurs hiérarchiques envers leurs subordonnés             |
| chan   | ちゃん |       | Très souvent pour les bébés, enfants et personnes très proches (amis d'enfance, amants, petits amis), également pour les jeunes filles ou les amies |
| dono   | どの   | 殿    | Aujourd’hui, il est utilisé dans certaines notices officielles. Il était utilisé pour les nobles et les samouraïs                                   |

1. ↑  La variante たん tan peut être trouvée dans les animes et les mangas, qui est à l'origine la déformation de « chan », prononcé par de jeunes enfants. Y est associé de fait un aspect kawaii (« mignon »), d'où son utilisation pour les personnages mignons.

D'autres suffixes plus spécialisés caractérisent une personne par sa profession :
| Rōmaji | Kana       | Kanji | Utilisation                                                                       |
| ------ | ---------- | ----- | --------------------------------------------------------------------------------- |
| sensei | せんせい   | 先生  | Professeur, médecin, artiste, maître                                              |
| senpai | せんぱい   | 先輩  | Pour les personnes qui ont une supériorité vis-à-vis du locuteur (voir plus bas). |
| buchō  | ぶちょう   | 部長  | Chef de département d'une entreprise                                              |
| kachō  | かちょう   | 課長  | Chef de section                                                                   |
| kaichō | かいちょう | 会長  | PDG                                                                               |
| shachō | しゃちょう | 社長  | Président d'une entreprise                                                        |

1. ↑  La notion de senpai et kōhai se trouve souvent à l'école (les élèves ou les employés d'années inférieures/supérieures), dans une entreprise traditionnelle (quelqu'un arrivé après/avant vous).

Enfin, certaines appellations ont des suffixes spécifiques. Par exemple, onii-san (« grand frère », forme respectueuse) peut également se trouver sous la forme anii-ue (兄上) dans les histoires historiques et également ani-ki (兄貴) chez les « voyous ».

## Préfixes
Deux préfixes sont utilisables pour nommer des personnes : « o » et « go » (御). Ce sont deux préfixes honorifiques (donc généralement utilisé pour parler des autres).
Exemples : « watashi no ani » : mon grand frère ; « anata no onii-san » : votre grand frère ; « watashi no shujin » : mon mari ; « anata no goshujin » : votre mari.

## Famille
Les termes sans déférence sont utilisés pour sa propre famille ou dans le style littéraire :
| Rōmaji | Kana     | Kanji     | Signification   |
| ------ | -------- | --------- | --------------- |
| sobo   | そぼ     | 祖母      | ma grand-mère   |
| sofu   | そふ     | 祖父      | mon grand-père  |
| oba    | おば     | 伯母/叔母 | ma tante        |
| oji    | おじ     | 伯父/叔父 | mon oncle       |
| haha   | はは     | 母        | ma mère         |
| chichi | ちち     | 父        | mon père        |
| imōto  | いもうと | 妹        | ma petite sœur  |
| otōto  | おとうと | 弟        | mon petit frère |
| ane    | あね     | 姉        | ma grande sœur  |
| ani    | あに     | 兄        | mon grand frère |

Les termes avec déférence utilisés pour parler de la famille de quelqu’un d’autre :
| Rōmaji   | Kana         | Kanji             | Signification     |
| -------- | ------------ | ----------------- | ----------------- |
| obāsan   | おばあさん   | お祖母さん        | votre grand-mère  |
| ojiisan  | おじいさん   | お祖父さん        | votre grand-père  |
| obasan   | おばさん     | 伯母さん/叔母さん | votre tante       |
| ojisan   | おじさん     | 伯父さん/叔父さん | votre oncle       |
| okāsan   | おかあさん   | お母さん          | votre mère        |
| otōsan   | おとうさん   | お父さん          | votre père        |
| imōtosan | いもうとさん | 妹さん            | votre petite sœur |
| otōtosan | おとうとさん | 弟さん            | votre petit frère |
| onēsan   | おねえさん   | お姉さん          | votre grande sœur |
| oniisan  | おにいさん   | お兄さん          | votre grand frère |

Pour parler avec quelqu’un de sa propre famille, les termes avec déférence sont utilisés si le référent est plus âgé que soi. お母さん peut se traduire par « maman » pour sa propre mère, « votre mère » pour la mère d'un tiers, voire « madame » en s'adressant à la mère d'un tiers. Dans le tableau ci-dessus, ni 妹さん ni 弟さん ne sont utilisés pour désigner son propre petit frère ou sa propre petite sœur, leur prénom est utilisé à la place.